# Kim Wall (Journalistin)
Kim Isabel Fredrika Wall (* 23. März 1987 in Gislöv bei Trelleborg; † 10. oder 11. August 2017 auf der Ostsee nahe Kopenhagen) war eine schwedische freiberufliche Journalistin. Sie wurde von Peter Madsen an Bord des von ihm gebauten U-Boots Nautilus ermordet.

## Leben
Kim Wall wuchs in Trelleborg in Schweden auf und lebte anschließend in Malmö, London, Paris und New York. Sie studierte an der Columbia University School of Journalism, wo sie 2013 ihren Abschluss machte, und der London School of Economics and Political Science. Als ihre Arbeitsschwerpunkte werden auf einer Journalistenwebsite Internationale Beziehungen und Politikanalysen mit besonderer Ausrichtung auf Südostasien genannt. Sie arbeitete als Journalistin in Hongkong, China, Indien, Australien, Sri Lanka und den Vereinigten Staaten. Wall schrieb für zahlreiche internationale Medien, unter anderem für The Guardian, Foreign Policy, The Atlantic, Al Jazeera, Slate, ChinaFile, VICE, South China Morning Post, The Diplomat, The Independent und die New York Times.
Für die Multimedia-Reportage Exodus über die Marshallinseln, die im November 2015 bei sueddeutsche.de erschien, wurde Wall zusammen mit Coleen Jose und Jan Hendrik Hinzel mit dem Hansel-Mieth-Preis digital 2016 ausgezeichnet.

## Verschwinden und Tod

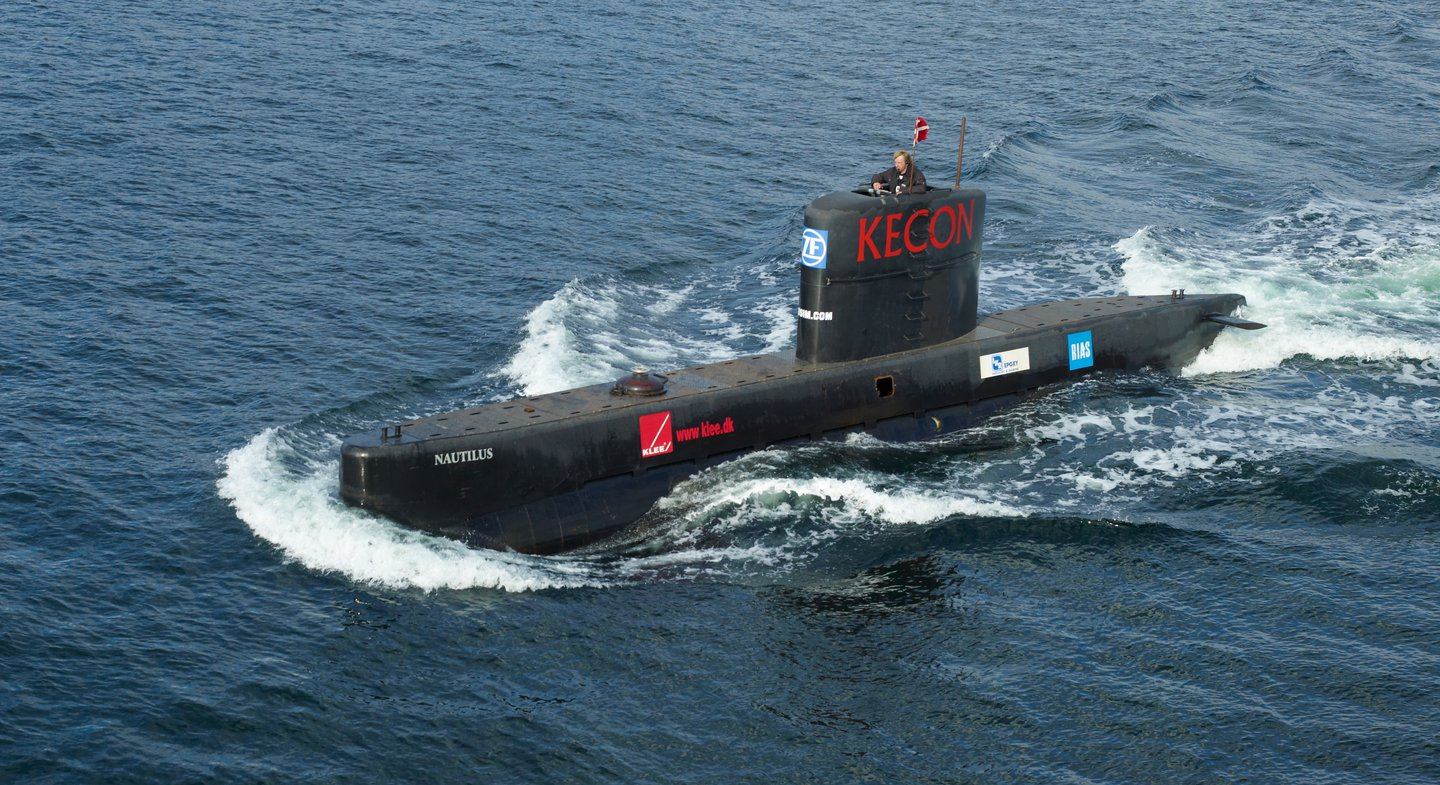
Nautilus mit Peter Madsen im Turm (2008)

Für ein Interview mit dem dänischen Konstrukteur Peter Madsen bestieg Kim Wall am Abend des 10. August 2017 dessen selbst gebautes U-Boot Nautilus. Gegen 22:30 Uhr wurden beide zuletzt im Turm des U-Boots gesehen. Nach Überzeugung der Ermittler und Richter im anschließenden Strafprozess gegen Madsen wurde Wall von diesem gefesselt, gequält, sexuell missbraucht, ermordet und zerstückelt. Walls Torso wurde am 21. August 2017 am Ufer der Insel Amager, südlich von Kopenhagen nahe der Køge Bugt gefunden. Die gerichtsmedizinische Analyse ergab, dass Kopf und Gliedmaßen gezielt abgetrennt worden waren. Am Torso fanden sich 15 Messerstiche. Im Oktober und November 2017 fanden Taucher nach intensiver Suche auf der Basis des Anschlagens schwedischer Leichenspürhunde die zuvor abgetrennten Körperteile sowie Kleidungsstücke. Der Schädel wies keine Frakturen oder stumpfe Verletzungen auf.
Am 25. April 2018 wurde Madsen zu lebenslanger Haft verurteilt. Er legte gegen das Strafmaß Berufung ein, nicht jedoch gegen den Schuldspruch. Madsens Berufung wurde am 26. September 2018 abgelehnt und damit das Urteil bestätigt.
Nachdem er im Gerichtsverfahren stets geleugnet hatte, gestand Peter Madsen die Tötung in einem Telefoninterview, das in einem Dokumentarfilm am 9. September 2020 ausgestrahlt wurde: „Es gibt nur einen Schuldigen, und das bin ich.“
Am 1. Juni 2018 wurde Kim Wall im Beisein ihrer Familie und weniger Vertrauter in Trelleborg beigesetzt.

## Stipendium
Kim Walls Familie stiftete zur Erinnerung an Kim Wall ein Stipendium für junge Journalistinnen.

## Medien
- The Investigation – Der Mord an Kim Wall. Miniserie/2 DVDs, 2020 Miso Films & Outline Films